# Starbugs Comedy

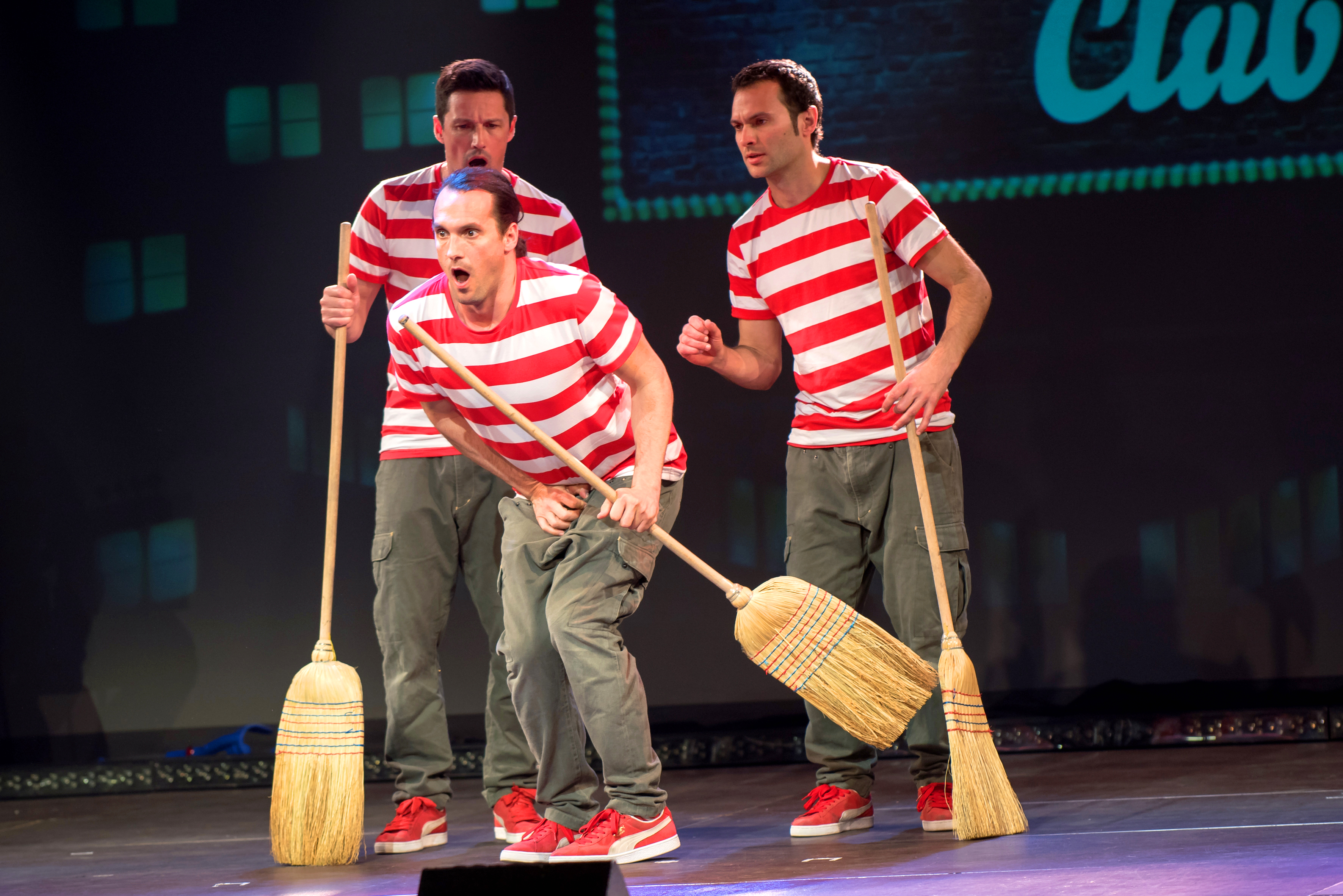
Starbugs Comedy bei einem Auftritt in Das Zelt (2017)

Starbugs Comedy ist ein Schweizer Komiker- und Kabarett-Trio, bestehend aus Fabian Berger («Fäbu»), Wassilis Reigel («Silu») und Martin Burtscher («Tinu»).

## Programm
Das Trio gründete sich 1999 und begann zunächst mit kleineren Auftritten. 2010 waren die Starbugs eine Saison beim Schweizer Nationalcircus Knie. Ihr erstes Bühnenprogramm Crash Boom Bang hatte im Oktober 2014 Premiere.
Bühnenprogramme von Starbugs Comedy:
- Crash Boom Bang (2014)
- JUMP! (2018)
- JUMP! Reloaded (2022)
- Showtime! (2024)

Bislang führte Nadja Sieger (bekannt von Ursus & Nadeschkin) bei allen Bühnenprogrammen Regie.
Starbugs Comedy treten mit ihren Programmen nebst der Schweiz auch in Deutschland, Österreich und Frankreich auf.

## Auszeichnungen
Mit ihrer non-verbalen Comedy gewannen sie viele nationale und internationale Auszeichnungen. Darunter auch vier Auszeichnungen des internationalen Zirkusfestivals in Monte-Carlo, 2007 der 1. Preis beim Gaukler- und Kleinkunstfestival in Koblenz und 2016 der Publikumspreis im Rahmen der Verleihung der Tuttlinger Krähe. 2017 gewannen Starbugs Comedy den Publikumspreis des deutschen Prix Pantheon und erreichten den 3. Platz beim Hamburger Comedy Pokal.